# Agrostis pusilla
Agrostis pusilla é uma espécie de gramínea do gênero Agrostis, pertencente à família Poaceae.